# ヒメホタルイ
ヒメホタルイ（姫蛍藺、学名：Schoenoplectiella lineolata）は、カヤツリグサ科の植物の1つ。ホタルイなどのようにイグサ状の先の尖った茎を持つもので、その中では小柄のもので匍匐茎があってまばらに生える。

## 特徴
針状の茎からなる小柄な多年生の草本。地下にある茎は細長くて横に這う。伸びた匍匐茎の先端に、秋になると紡錘形の休芽が出来る。地上に出る茎は互いにやや離れ、全体としてはまとまった形の群生を作る。そのために外から見ると砂泥土の上に茎が列をなして並んでいるように見える。茎は立って伸び、その断面は円形で高さは10～30cm、径は1～2mm。稜はなく、質は柔らかい。茎の基部は1～2個の葉があるが、これは鞘状になって葉身を持たない。この鞘は茶褐色を帯びる。
花期は夏から秋、茎の先端からやや下方の側面に小穂をつけるが、この部分が茎の先端に当たり、それより先は花序の基部より生じた苞である。この苞は茎の連続のような形で伸び、長さは1～4cm、断面はやはり丸い。小穂は普通は1個だけ着く。小穂には柄がなく、やや直立する。小穂は長楕円形で先端はやや尖っており、黄褐色を帯びていて長さ7～10mm、径3mm。多数の花からなる。鱗片は長楕円形で先端が尖っており、長さは4mmほどで黄褐色を帯び、多数の脈がある。花柱は長さ4～5mm、先端は2つに裂ける。痩果は倒卵形で先端に小さな突起があり、長さは1.5～2mm、熟すると黒くなって光沢がある。その基部にある刺状の花被片は4～5本、長さは痩果の2倍に達し、赤褐色で逆向きの細かな刺状の突起がある。ただし長さには変異幅があり、短い痕跡的なものもある。雄しべは2～3本あり、葯は糸状となっている。
和名の意味は姫ホタルイで、ホタルイに似て小さいことによる。

## 分布と生育環境
日本では北海道から琉球列島まで分布し、国外ではロシア極東地域、朝鮮半島、中国、台湾に分布がある。
池畔などの浅い水中に生える。池などの水深の浅いところの砂地やその水中に生える。貧栄養から中栄養の湖沼や溜池の浅いところ、及び水田に出現し、抽水性（根は水中の地下にあり、茎や葉の上の部分が水面から抜き出る）、あるいは沈水性（植物体全体が水中にある）の形で生育する。また水位が下がると根本までが水上に現れることもあり、このように水中と陸上の両方の生育型を取るものは両生植物と呼ばれ、本種はその一つである。本種は水位が低下して陸生型となった時に成長と繁殖が最適になる、特に有性生殖である花の形成は水中では起こらず、開花期の中で水位が低下した時を待って行われる。形成された種子は花穂から脱落すると水面に浮くが、一度沈むと再び浮き上がることはなく、また発芽は水面下ではほぼ行われない。おそらく水面に浮かんで水流により分散され、あるいは水面下に沈んだ場合にはその場の水位が下がった際に発芽するものと思われる。

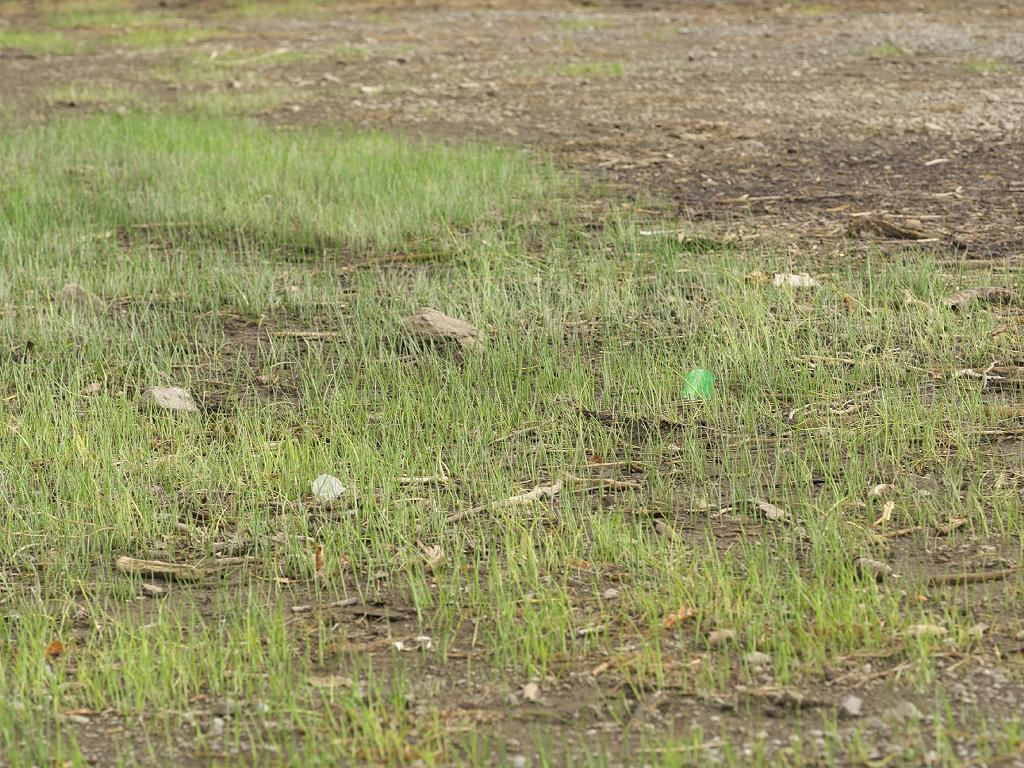
群落の様子 水位の下がった状態

## 分類、類似種など
本種の所属するホソガタホタルイ属には世界に約50種あり、日本には8種ほどがあるが、その中で本種は茎の断面が丸いこと、それに根茎が細くて横に伸び、地上の茎をほぼ単生すること、それに小穂を普通は1個しかつけないことで日本の他の種とは容易に区別できる。この属の代表的な種であるカンガレイ S. triangulata は茎の断面が三角で混同することはない。ホタルイ S. hotarui 茎の断面は円形だが匍匐茎を出さず、地上茎は束になって出る。この種に類似のものは多いが、多くは根茎を伸ばさず茎をまとまった形で出す。やや根茎を横に伸ばすものにミヤマホタルイ S. hondoensis があるが、この種では根茎は太くて木質化する。
このように同属内では形質的に他種とややかけ離れている感はあるが、その類縁性が遠いわけではなく、韓国産のものによる分子系統的研究の結果を見ると本種はホソガタホタルイ属に含まれるのは当前であるが、同一のクレードにはカンガレイ、ヒメカンガレイ、イヌホタルイ、ミヤマホタルイなどが含まれ、特にイヌホタルイとミヤマホタルイの2種と最も近い、という結果が出ており、ホタルイはむしろ同属内では遠い位置にあるという。
少し前まで同属とされていたフトイ属 Schoenoplectus にも類似の姿のものはあるが、茎が三角のものが多く、円形のものはフトイなど遙かに大きいものである。細長い茎をまばらに立てるものとしてはハリイ属 Eleocharis にもクログワイ E. kuroguwai など幾つか似たものがあるが、それらでは小穂は茎の先端に立つように生じ、苞はそれより先へ伸びることがなく、また小穂がない場合には先端が尖っていないので見分けがつく。

### 種内変異
本種の刺状花被片は時に痕跡的な場合があり、これをコツブヒメホタルイ f. achaetus と呼ぶが、星野他(2011)は刺状花被片の長さには変異が大きくて区別は難しい、としている。
またホタルイとヒメホタルイの混生する地には両者の雑種が知られており、イガホタルイと呼ばれる。

## 保護の状況
環境省のレッドデータブックでは指定がないが、都道府県別では東京都で絶滅危惧I類、千葉県、埼玉県、新潟県、福井県、京都府、高知県、熊本県で絶滅危惧II類、北海道、秋田県、神奈川県、奈良県、宮崎県で準絶滅危惧に指定されており、滋賀県でその他の指定、富山県と石川県では情報不足とされている。京都府では元々の生育地が少ないこと、地味で目立たないために埋め立てや河川改修、河川敷などの公園化等の影響を受けやすいことと共にシカによる食害も問題点として取り上げられている。

## 利害
水田に出現する場合もあるが、本種の場合は一般の水田に出現するものではなく、水田雑草として重視されるものではないため、実用的な利害はほぼない。
ただしアクアリウムやビオトープ(園芸的な意味で)などでは水草として利用されることがあるようである。頃合いに大きく、しかし大きくなりすぎない点が有用であるらしい。